# Врхпоље (Сански Мост)
Врхпоље је насељено мјесто у саставу општине Сански Мост, Федерација Босне и Херцеговине, БиХ.

## Географски положај
Врхпоље је смјештено на обалама двије ријеке, са десне стране му је ријека Сана а са лијеве Саница. Саница се улијева у Сану у Саставцима (Врхпољско поље). Врхпољско поље се простире дуж ријеке Сане од Доњег Камичка па до Саставка.
Прије рата 1992. поља су била обрађивана, наизмјенично се сијала пшеница и кукуруз, јесени је служило за пашу.
Врхпоље је опкољено селима: са истока Илиџа и Горња Козица; са сјевера Томина и Кљевци. Цијелом западном страном простеже се село Хрустово док на јужној страни село граничи са селима Горњи и Доњи Камичак. На југоистоку села уздиже се брдо Стражбаница док је на запдној страни Галаја.

## Становништво
| Националност       | 1991.          | 1981.          | 1971.          |
| Муслимани          | 1.810 (98,36%) | 1.905 (99,73%) | 1.447 (99,10%) |
| Срби               | 0              | 2 (0,10%)      | 0              |
| Хрвати             | 0              | 0              | 5 (0,34%)      |
| Југословени        | 0              | 1 (0,05%)      | 1 (0,06%)      |
| остали и непознато | 30 (1,63%)     | 2 (0,10%)      | 7 (0,47%)      |
| Укупно             | 1.840          | 1.910          | 1.460          |